# The Sky Is a Neighborhood
The Sky Is a Neighborhood è un singolo del gruppo musicale statunitense Foo Fighters, pubblicato il 23 agosto 2017 come secondo estratto dal nono album in studio Concrete and Gold.

## Descrizione
Quarta traccia dell'album, si tratta dell'unico brano dell'album a non figurare la partecipazione del tastierista Rami Jaffee. Il titolo del brano fa riferimento alla passione del frontman Dave Grohl verso l'astronomia amatoriale.
Il brano è stato presentato per la prima volta dal vivo in versione acustica in occasione di un concerto di beneficenza tenuto dal gruppo San Francisco il 16 maggio 2017.

## Video musicale
Il video musicale, diretto da Grohl, è stato pubblicato in concomitanza con il lancio del singolo attraverso il canale YouTube dei Foo Fighters e ha visto la partecipazione delle figlie di Grohl, Violet e Harper.

## Tracce
Download digitale
1. The Sky Is a Neighborhood – 4:04

Download digitale – versione dal vivo
1. The Sky Is a Neighborhood (Live at the BRITs) – 4:23

## Formazione
Gruppo
- Dave Grohl – voce, chitarra
- Chris Shiflett – chitarra
- Pat Smear – chitarra
- Nate Mendel – basso
- Taylor Hawkins – batteria, cori

Altri musicisti
- Alison Mosshart – cori
- Rachel Grace – violino
- Ginny Luke – violino
- Thomas Lea – viola
- Kinga Bacik – violoncello

Produzione
- Greg Kurstin – produzione
- Foo Fighters – produzione
- Darrell Thorp – ingegneria del suono, missaggio, mastering
- Alex Pasco – ingegneria del suono
- Julian Burg – ingegneria del suono
- Samon Rajabnik – ingegneria del suono
- Brenadan Dekora – ingegneria del suono
- Chaz Sexton – assistenza tecnica
- David Ives – mastering

## Classifiche
| Classifica (2017)                | Posizione massima |
| -------------------------------- | ----------------- |
| Belgio (Fiandre)                 | 67                |
| Belgio (Vallonia)                | 87                |
| Canada (rock)                    | 1                 |
| Finlandia                        | 56                |
| Portogallo                       | 84                |
| Regno Unito                      | 63                |
| Regno Unito (rock & metal)       | 1                 |
| Stati Uniti (alternative)        | 7                 |
| Stati Uniti (mainstream rock)    | 1                 |
| Stati Uniti (rock & alternative) | 11                |